# Bartosz Soćko
Bartosz Soćko (Piaseczno, 10 de novembre de 1978), és un jugador d'escacs polonès, que té el títol de Gran Mestre des de 1999. Està casat amb la també GM Monika Soćko.
A la llista d'Elo de la FIDE del gener de 2022, hi tenia un Elo de 2642 punts, cosa que en feia el jugador número 3 (en actiu) de Polònia, i el 112è millor jugador del rànquing mundial. El seu màxim Elo va ser de 2663 punts, a la llista de febrer de 2014 (posició 84 al rànquing mundial).

## Resultats destacats en competició
El 2005, fou subcampió de Polònia, a Poznań, en quedar mig punt per darrere del campió, Radosław Wojtaszek. El 2008 en Soćko va esdevenir Campió de Polònia, a Lublin.
Entre l'agost i el setembre de 2011 participà en la Copa del món de 2011, a Khanti-Mansisk, un torneig del cicle classificatori pel Campionat del món de 2013, i hi tingué una mala actuació; fou eliminat en primera ronda per Victor Bologan (½-1½).
El desembre de 2011 fou quart al Campionat d'Europa d'escacs Blitz, disputat a Polònia (el campió fou Hrant Melkumian). El 2012 va guanyar la Copa de Rússia per eliminatòries, en vèncer Denís Khismatul·lin a la final.
El 2013 es proclamà campió de Polònia per segon cop en la seva carrera.

### Participació en competicions per equips
Ha participat, representant Polònia, en sis Olimpíades d'escacs (2000, 2002, 2004, 2006, 2008 i 2010) i en sis Campionats d'Europa per equips (1999, 2001, 2003, 2005, 2007 i 2009).